# فلوریان تون
فلوریان تریستان ماریانو تُوَن (فرانسوی: Florian Tristan Mariano Thauvin‎؛ زادهٔ ۲۶ ژانویهٔ ۱۹۹۳) بازیکن فوتبال اهل فرانسه است.
از باشگاه‌هایی که در آن بازی کرده‌است می‌توان به باستیا، مارسی، و نیوکاسل یونایتد اشاره کرد.
وی همچنین در تیم ملی فوتبال فرانسه بازی کرده‌است.